# Eugyra glutinans
Eugyra glutinans is een zakpijpensoort uit de familie van de Molgulidae. De wetenschappelijke naam van de soort is voor het eerst geldig gepubliceerd in 1842 door Moeller.